# Мечеть Гусейния
Мечеть Гусейния или мечеть «татов» (азерб. Hüseyniyyə məscidi və ya Tatlar məscidi) — историко-архитектурный памятник XIX века, расположенный в городе Гянджа, Азербайджан. 

## История
Мечеть Гусейния, историко-архитектурный памятник построенный в 1825 году на средства дочери иранского принца Бахмана Мирзы — Сабийа Ханум. В связи с тем что эту мечеть посещали также верующие, приезжие из Ирана местное население стало называть мечеть «Татской». «Татами» (həмшәри) в Елисаветопольской губернии именовали выходцев из Южного Азербайджана. Однако согласно имеющейся китабе изначально мечеть называлась «Гусейния». В мечети над михрабом сохранились 3 китабе. На одной из них говорится: «Фундамент этой мечети был заложен на владениях и на средства Сабийа Ханум, дочери принца Бармана Мирзы. Другие великодушные владельцы, живущие здесь, также инвестировали в строительство здания».

Профессор Садыг Шюкюров пишет в своей книге «Исторические памятники Гянджи»: «Наличие украшений в мечети и величина окон дают право утверждать, что первоначально памятник был построен не как мечеть, а в качестве медресе, потому что в восточном мире было запрещено украшать религиозные памятники орнаментами». Однако это здание долгое время использовалось как мечеть. О чём свидетельствует один из китабе. Мехраб был пристроен к зданию позже.
В конце XIX века мечеть Гусейния в связи с 100-летием рождения А.С.Пушкина начала использоваться в качестве библиотеки. Однако это не продлилось долго и мечеть снова начала функционировать.  
В 1920 году деятельность библиотеки была восстановлена под именем «Низами-Пушкин». Народный художник Тогрул Нариманбеков создал пример росписей двух великих поэтов на внутренней стене здания накануне годовщины Низами.
В настоящее время библиотека носит имя азербайджанского поэта Низами Гянджеви. Библиотека № 19 имени Низами Гянджеви насчитывает около 10000 книг.